# Muhadhdhib al-Din Masud
Muhaddhib-ad-Din Massud o, en turc, Muhazzebeddin Mesud Bey (vers 1270 - 1300) fou amir de Sinope i Tokat de la dinastia dels pervanèides.
Era fill de Muineddin Mehmed (Muin al-Dun Muhammad) Mehmed Bey, al que va succeir a la seva mort vers 1296. El 1298 un grup de pirates genovesos el van fer presoner i el van portar com a ostatge a Gènova i només fou alliberat després que el sultà Kaykubad II (1297-1301) va pagar un fort rescat el 1299. En endavant, com a revenja, va perseguir sense treva als genovesos de la mar Negra, i va morir un temps després, potser en la lluita en un dels combats, vers el 1300. Va deixar almenys un fill que el va succeir: Ghazi Čelebi (Gazi Çelebi).